# Mészáros Zsófia (újságíró)
Mészáros Zsófia (1974[forrás?] –) magyar újságíró, szerkesztő. Az Index.hu korábbi munkatársa, 2011-13 között a hírszájt főszerkesztője. Később a 444 vezető szerkesztője. 2023-ban távozott a 444-től.  

## Életpályája
Apja újságíró volt. Mészáros az egyetemen történelmet hallgatott, később a Népszabadság újságíró-iskolájába járt. 2000-ben a szintén itt tanuló Kiss Bori hívta az Indexhez gyakornoknak. 2002-től az előző rovatvezető Zappe Gábor javaslatára az Index politika rovatának vezetőjének nevezték ki. "Én voltam a megbízható, szorgalmas lány, akinek a szövegeivel nem kell foglalkozni, mert jókat adok le, ott vagyok reggeltől estig, megcsinálok mindent. Ez sokat nyomhatott a latban a döntésnél." – mondta Mészáros arról, hogy miképpen lett gyakornokból egyből rovatvezető.
2004-ben Tóth-Szenesi Attila, az Index politika rovat egyik munkatársa inkognitóban bejutott és tudósított a Magyar Szocialista Párt zártkörűnek szánt választási kampányeligazításáról, amit Ron Werber, Kovács László és Tóbiás József tartottak. A tudósítás szerint Tóbiás arról beszélt, hogy nem érdeklik a választási és etikai kódexek. Kovács László pártelnök és Halák László, a Magyar Újságírók Országos Szövetsége etikai bizottságának elnöke nyilvánosan kritizálták a hírszájt eljárását, Kovács személyesen Mészárost is etikátlannak nevezte. 
Mészárost 2006-ban az Index főszerkesztő-helyettesévé, majd 2011-ben, Uj Péter távozása után a főszerkesztőjévé nevezték ki. Főszerkesztői ideje alatt Spéder Zoltán tulajdonos részéről jelentős nyomásgyakorlás érte az Indexet, amitől Mészáros megpróbálta megvédeni a munkatársak munkavégzési szabadságát.    "Rettenetes volt. Egyre szaporodott azoknak a dolgoknak a köre, amikkel vigyázni kellett. Egy idő után már mondtam, hogy én nem tudom már fejben tartani, hogy mi mindennel kell óvatosnak lenni vagy hol, milyen szavakra kell figyelni." – mondta Mészáros később erről az időszakról. 
2013-ban a frissen indult 444-hez szerződött, ahol sokáig ő volt az egyetlen női munkatárs. 2023-ban megvált a 444-nél betöltött vezető szerkesztői pozíciójától.  "Azért dolgozott mindennap, hogy mások munkáját támogassa és segítse, hogy aztán a babérokat a szerzők arassák le arccal-névvel a nyilvánosság előtt [...] Gyakorlatilag nem jelent meg olyan nagy, fontos anyag nálunk, amiről ne tudtuk volna a megjelenés előtt, hogy Zsófi látta" – jellemezte a munkaszervezetben betöltött szerepét Mészárost búcsúztató cikkében a 444.
Távozását nyilvánosan nem indokolta. Felmondását követően több más újságíró is távozott a 444-től.

## Magánélete
Élettársa Magyari Péter újságíró.